# PSR B1913+16
PSR B1913+16 (též označovaný jako PSR J1915+1606 nebo Hulse–Taylorův pulsar) je pulsar v souhvězdí Orla, který spolu s další neutronovou hvězdou tvoří binární systém obíhající kolem společného těžiště. Jde o první objevený binární pulsar.
Objeven byl v roce 1974 Russelem Alanem Hulsem a Josephem Taylorem za použití radioteleskopu v Arecibu. V roce 1993 byla oběma vědcům za tento objev udělena Nobelova cena za fyziku „za objev nového typu pulsaru, který otevřel nové možnosti pro studium gravitace.“

## Objev dvojhvězdy
Pulsary díky vysoké rychlosti rotace a rozdílným sklonem rotační a magnetické osy vysílají velice pravidelné radiové signály. Tento pulsar se otáčí sedmnáctkrát za sekundu, ale signály nebyly zcela pravidelné, pomocí přesných atomových hodin bylo naměřeno, že se cyklicky opožďovaly a předcházely. To odpovídá pohybu pulsaru po oběžné dráze s periodou cyklu a musí být součástí systému obíhajícího kolem společného těžiště.
Z délky oběhu a dalších údajů měření byly vypočteny charakteristiky systému. Jedná o dvojici neutronových hvězd, z nichž každá má hmotnost přibližně 1,4 hmotností Sluncí, obíhají po eliptických drahách s periodou necelých 8 hodin a přibližují se k sobě na minimální vzdálenost 1,1 průměru Slunce (asi dvojnásobek vzdálenosti Země–Měsíc). Druhá neutronová hvězda není pulsar (nevysílá naším směrem signály) a není pozorovatelná.

## Ověření teorie relativity
Podle klasické mechaniky je takový systém vyvážený a hvězdy budou obíhat stále po stejných drahách. Podle teorie odvozené Albertem Einsteinem z jeho obecné teorie relativity však takový systém bude generovat gravitační vlny, které budou ze systému odvádět energii a doba oběhu a další charakteristiky se budou měnit.
Teoreticky mají gravitační vlny odnášet energii, která odpovídá 1,9 % zářivého výkonu Slunce. To má způsobovat, že na sebe hvězdy padají rychlostí asi 3 milimetry za oběh a jeho délka se tím zkrátí o 87 nanosekund. Tím, jak se k sobě hvězdy pomalu přibližují, pomalu narůstá energie odnášené vlnami a tím se celý efekt zesiluje. Dvojhvězda se tedy roztáčí se vzrůstající intenzitou, hvězdy se k sobě přibližují vzrůstající rychlostí až, za cca 400 milionů roků, zaniknou při nevyhnutelném vzájemném střetu. Jejich trajektorii se proto přezdívá spirála smrti.
Hulse a Taylor naměřili, že skutečně dochází ke zkracování doby oběhu dle teoretické předpovědi. Jejich závěry potvrdila i pozdější pozorování (a také pozorování dalších objevených binárních pulsarů), což zvýšilo průkaznost platnosti teorie. Po třech desítkách let kumulativní nárůst odchylky způsobil, že oběžná doba byla již o 35 sekund kratší než v době objevu, jak ukazuje graf. Pozorování ukázala, že úbytek energie odpovídá teoretickým předpovědím s přesností na zlomky procenta.
Důkaz vedl k hledání způsobů, jak vlny detekovat. V prvé řadě k náročnému a nákladnému vývoji laserových interferometrických detektorů. Ty nemohou detekovat vlny generované tímto binárním pulsarem, jejich energie je na velkou vzdálenost extrémně rozředěna. Ale vyzařování kompaktních dvojhvězd v závěrečné části „spirály smrti“ těsně před zánikem dosáhne takové intenzity, že i na velkou vzdálenost je efekt gravitační vlny detekovatelný. Po překonání mnoha technologických problémů se podařilo sestrojit přístroje, které v roce 2015 přímo detekovaly gravitační vlny ze srážky dvou černých děr a v roce 2017 srážku neutronových hvězd, soustavy podobné jako první objevený binární pulsar.

## Charakteristiky systému
- Hmotnost: 2,828 M☉ (jednotlivé složky mají přibližně 1,4 M☉)
- Doba oběhu: 7,751938 hodin
- Excentricita: 0,617
- Velká poloosa: 1 950 100 km
- Periastron: 746 600 km
- Apoastron: 3 153 600 km
- Rychlost v periastronu: 450 km/s
- Rychlost v apoastronu: 110 km/s